# Fontaine-sur-Maye
Fontaine-sur-Maye (picardisch: Fontainne-su-Mèye) ist eine nordfranzösische Gemeinde mit 159 Einwohnern (Stand 1. Januar 2022) im Département Somme in der Region Hauts-de-France. Die Gemeinde liegt im Arrondissement Abbeville und ist Teil der Communauté de communes Ponthieu-Marquenterre und des Kantons Rue.

## Geographie
Die Gemeinde liegt rund 3,5 Kilometer südöstlich von Crécy-en-Ponthieu an der Quelle des Flüsschens Maye. Sie grenzt im Nordosten an ein Teilstück des Systems der Chaussée Brunehaut. Das Gemeindegebiet liegt im Regionalen Naturpark Baie de Somme Picardie Maritime.

## Geschichte
Fontaine-sur-Maye wurde im Jahr 851 erstmals als Fontanae erwähnt. Der Ort war einer der Schauplätze der Schlacht von Crécy im Hundertjährigen Krieg. 1635 und 1636 wurde der Ort von spanischen Truppen verwüstet.

## Einwohner
| 1962 | 1968 | 1975 | 1982 | 1990 | 1999 | 2006 | 2011 |
| ---- | ---- | ---- | ---- | ---- | ---- | ---- | ---- |
| 187  | 191  | 157  | 151  | 139  | 129  | 148  | 155  |

## Sehenswürdigkeiten
- Kirche Saint-Martin mit Beichtstuhl aus der Prämonstratenserabtei Saint-Josse de Dommartin[1]

Kirche Saint-Martin

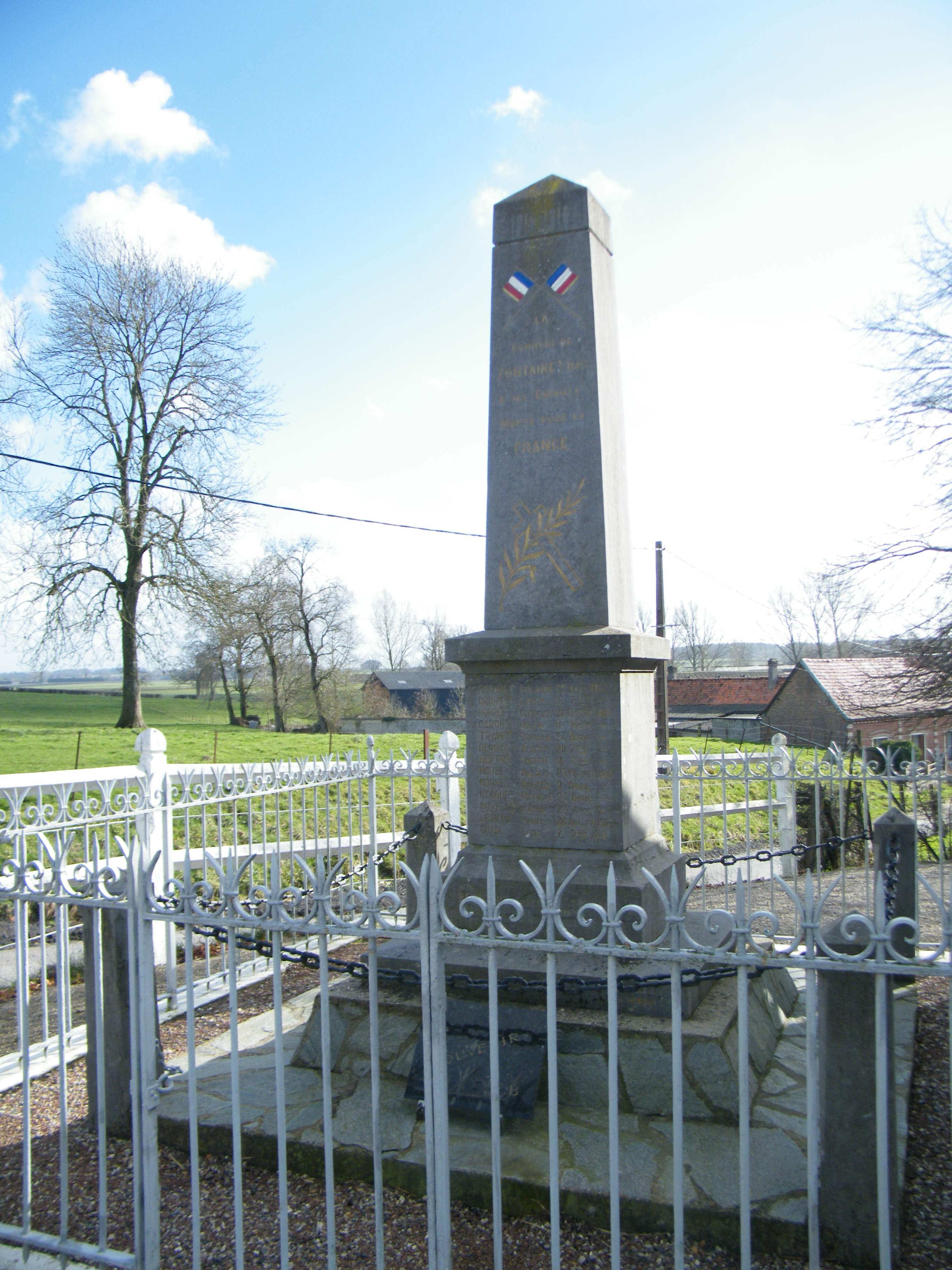
Kriegerdenkmal

- Kriegerdenkmal